# Sunny Chew Huat
Sunny Chew Huat es un deportista singapurense que compitió en taekwondo. Ganó una medalla de bronce en el Campeonato Asiático de Taekwondo de 1974 en la categoría de –58 kg.

## Palmarés internacional
| Campeonato Asiático | Campeonato Asiático  | Campeonato Asiático | Campeonato Asiático |
| Año                 | Lugar                | Medalla             | Categoría           |
| ------------------- | -------------------- | ------------------- | ------------------- |
| 1974                | Seúl (Corea del Sur) | Medalla de bronce   | –58 kg              |